# Laymont
Laymont is een gemeente in het Franse departement Gers (regio Occitanie) en telt 216 inwoners (1999). De plaats maakt deel uit van het arrondissement Auch.

## Geografie
De oppervlakte van Laymont bedraagt 11,1 km², de bevolkingsdichtheid is 19,5 inwoners per km².

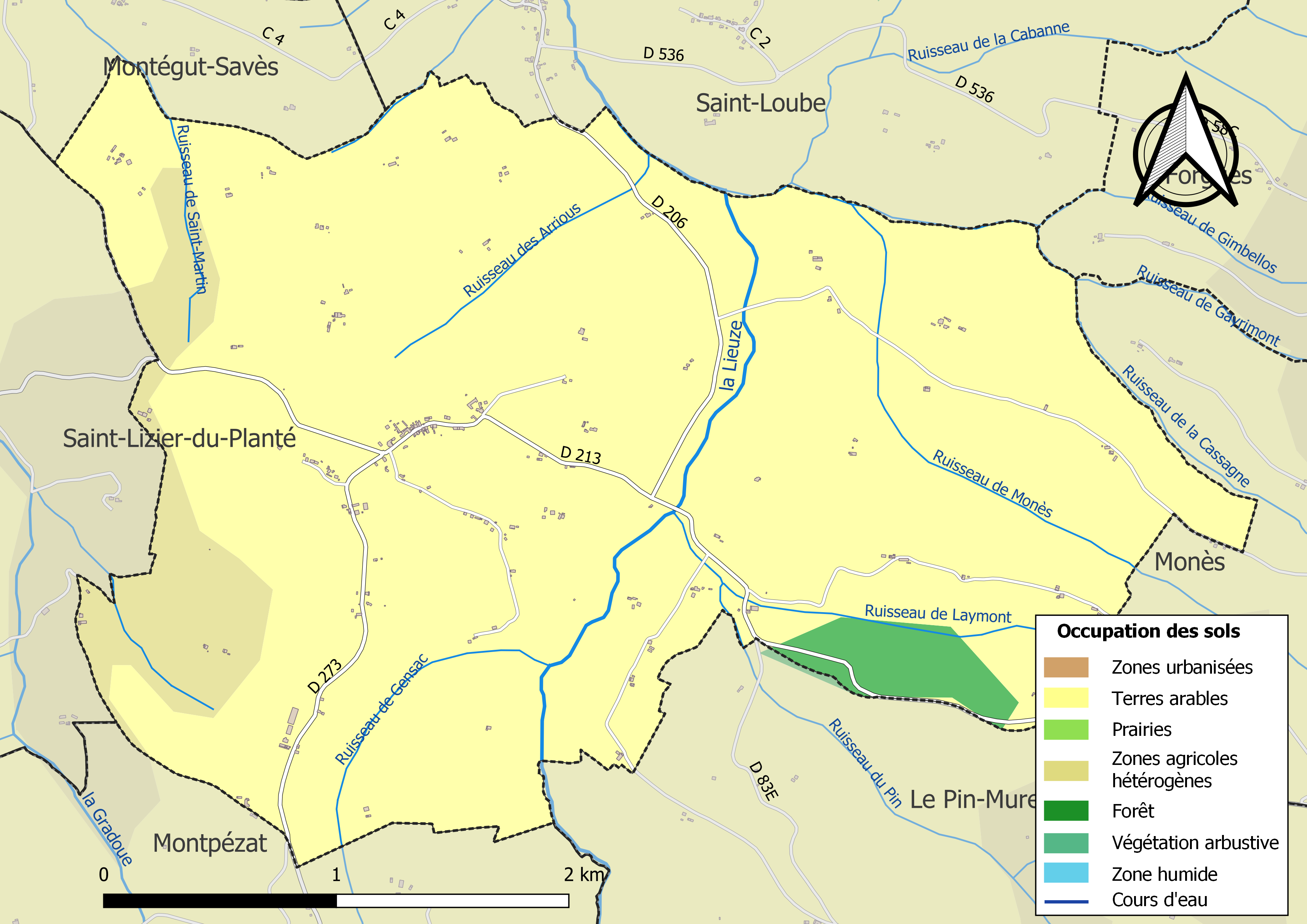
Kaart van de gemeente met belangrijkste infrastructuur, bodemgebruik en omliggende gemeenten

## Demografie
Onderstaande figuur toont het verloop van het inwonertal (bron: INSEE-tellingen).